# Hans Pötzlinger
Hans Pötzlinger (* um 1535 in Neumarkt in der Oberpfalz; † 1603 in Klosterneuburg), auch Hans Petzlinger genannt, war ein Regensburger Bildhauermeister zur Zeit der Renaissance. Seine Hauptauftraggeber kamen meist aus dem protestantischen Hochadel aus dem bayerisch-österreichischen Donauraum.

## Leben und Wirken
Hans Pötzlinger wurde um 1535 in Neumarkt in der Oberpfalz als Sohn des pfalzgräflichen Richters Hans der Ältere Pötzlinger geboren, er entstammte dem Rittergeschlecht der Pötzlinger. Zu Beginn der 1550er Jahre begann er seine Lehrzeit bei Conrad Forster in Heidelberg. Dabei begegnete er wahrscheinlich den Brüdern Arnold und Bernhard Abel, sowie 1558 Alexander Colin. Nach dem Erhalt der Meisterwürde heiratete er 1559 die Regensburger Kürschtochter Barbara Dirbeiss und erkaufte sich ein Jahr darauf das Regensburger Bürgerrecht. 1564 heiratete Pötzlinger erneut, die Regensburgerin Apollonia Pesendorfer.
Im Jahre 1565 errichtete er am Neupfarrplatz zu Regensburg eine Werkstatt, wo er 17 Jahre lang als Meister verblieb. 1571 begann Friedrich Thön seine Lehrzeit bei Pötzlinger, dieser begleitete ihn auch zukünftig bei seinen Werken und Reisen.
Lange Jahre stand Hans Pötzlinger in Diensten des Grafen Joachim von Ortenburg, währenddessen hatte er auch seinen Wohnsitz in Ortenburg. Nach Abschluss der dortigen Aufträge 1579 dürfte Pötzlinger wieder zurück nach Regensburg gezogen sein. Um 1582 verließ er Regensburg und zog nach Niederösterreich.
Während seiner Arbeiten verstarb er im Jahre 1603 um Lichtmeß herum in Klosterneuburg. Aus den Nachrichten zu seinem Ableben wird auch bekannt, dass er noch ein drittes Mal mit einer gewissen Debora verheiratet gewesen war.

### Werke Pötzlingers
Die Werke Hans Pötzlingers sind von niederländischen und italienischen Einflüssen geprägt. Es sind aber nur noch wenige seiner Werke überhaupt vorhanden. Von der Zeit vor 1566 ist bis heute sogar kein einziges bekannt. Zudem sind viele der späteren Bauwerke nur mehr fragmentarisch erhalten oder völlig zerstört.
Die beiden Hauptwerke Hans Pötzlingers stehen fast vollständig erhalten noch heute in der evangelischen Marktkirche zu Ortenburg: die Kenotaphe für die Grafen Joachim und seinen Sohn Anton von Ortenburg. Allein für das Kenotaph Antons wurden damals sieben verschiedenfarbige Marmorsorten aus Eichstätt, Salzburg und Trient nach Ortenburg gebracht. Das Anton-Kenotaph wurde von Pötzlinger vom 12. Januar 1574 bis 9. Mai 1575 errichtet, vom 8. Januar 1576 bis 19. Juli 1577 schließlich die Tumba des Grafen Joachim. In jener Zeit arbeitete er auch an anderen Aufträgen Joachims. Beispielsweise an der Ausstattung des Schlosses Alt-Ortenburg, bis heute sind unter anderem die zwei Supraporten mit Wappendarstellungen im Rittersaal des Schlosses erhalten geblieben.
Ähnlichkeit zur Joachimstumba dürfte die nur noch fragmentarisch erhaltene Tumba für Rüdiger von Starhemberg in Eferding und Hellmonsödt gehabt haben.
Um 1582 errichtete er, im Dienste des Hofkammerpräsidenten Richard Streun von Schwarzenau stehend, die Ausstattung des Schlosses Freydegg, welche heute leider verloren ist, und weitere Grabmäler. 1587 errichtete Pötzlinger die Tumba des Hans Wilhelm von Losenstein im Schloss Schallaburg.
Im Jahre 1603 verstarb Hans Pötzlinger während seiner Arbeiten am Altar für das Stift Klosterneuburg.
In Regensburg, Ortenburg und in Österreich schuf Hans Pötzlinger auch Grabmäler für bürgerliche Auftraggeber. Viele, vor allem in Regensburg, sind heute allerdings verloren. Lediglich ein einziges Grabdenkmal hat sich in Regensburg erhalten, das Epitaph für Casparus Kammerhueber in der Alten Kapelle am Kornmarkt. In der St. Laurentius-Kirche in Steinkirchen bei Ortenburg haben sich noch die beiden Epitaphien von Joachim Weindl und Hans Geidinger, Hofwirt zu Dorfbach erhalten. In der Marktkirche zu Ortenburg gibt es zudem das Epitaph von Erasmus Ernreytter zu Hoffreit und seine Frau Helena. Weitere Grabsteine befinden sich in Pyrbaum, Hainsbach, Wiesent, Mötzing, Haindling, Hemau, Sünching, Oberpfraundorf, Schärding, Stadlkirchen und Ferschnitz.

Auswahl seiner Werke
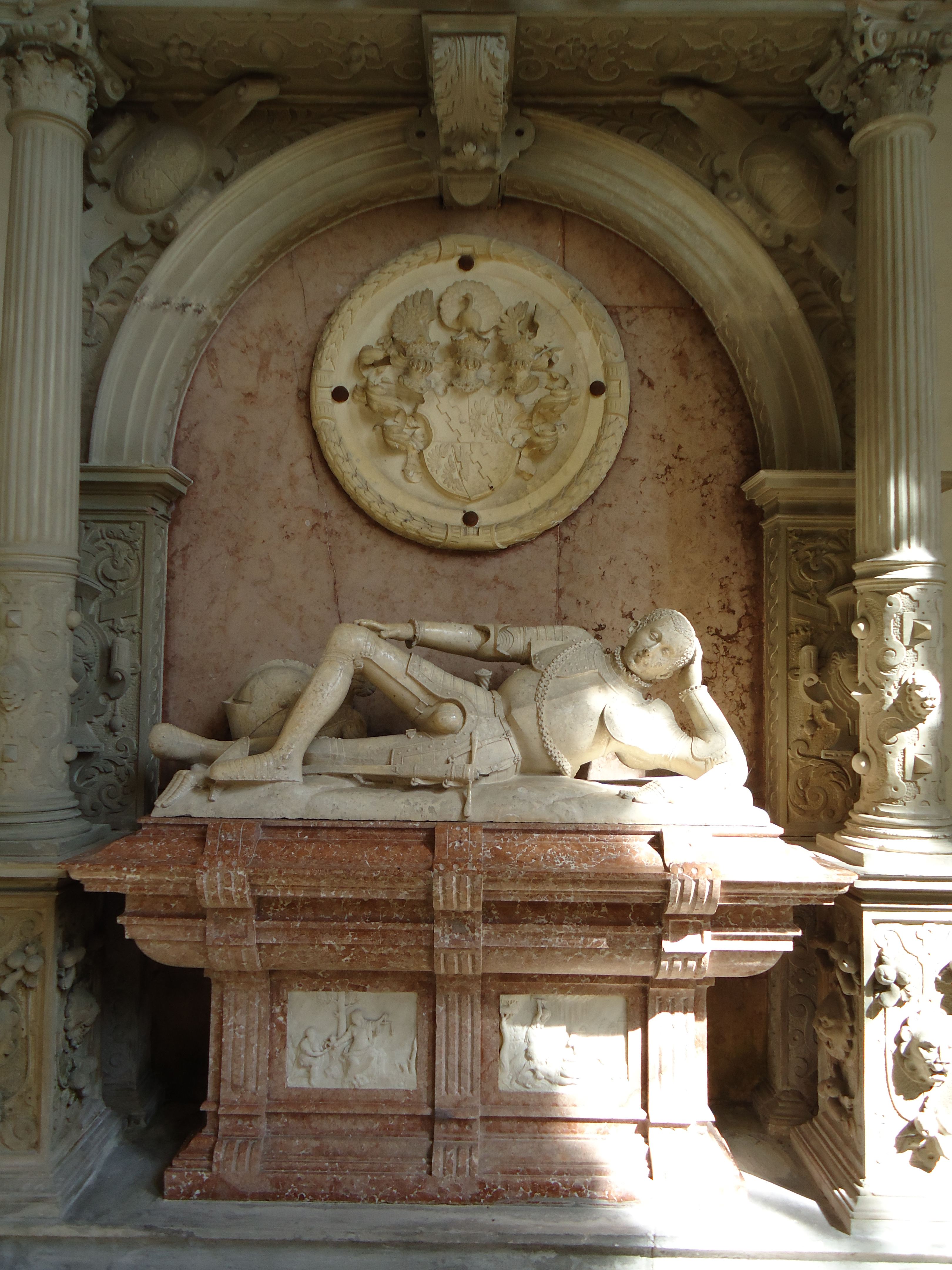
Eines seiner beiden Hauptwerke, das Kenotaph für Graf Anton von Ortenburg.
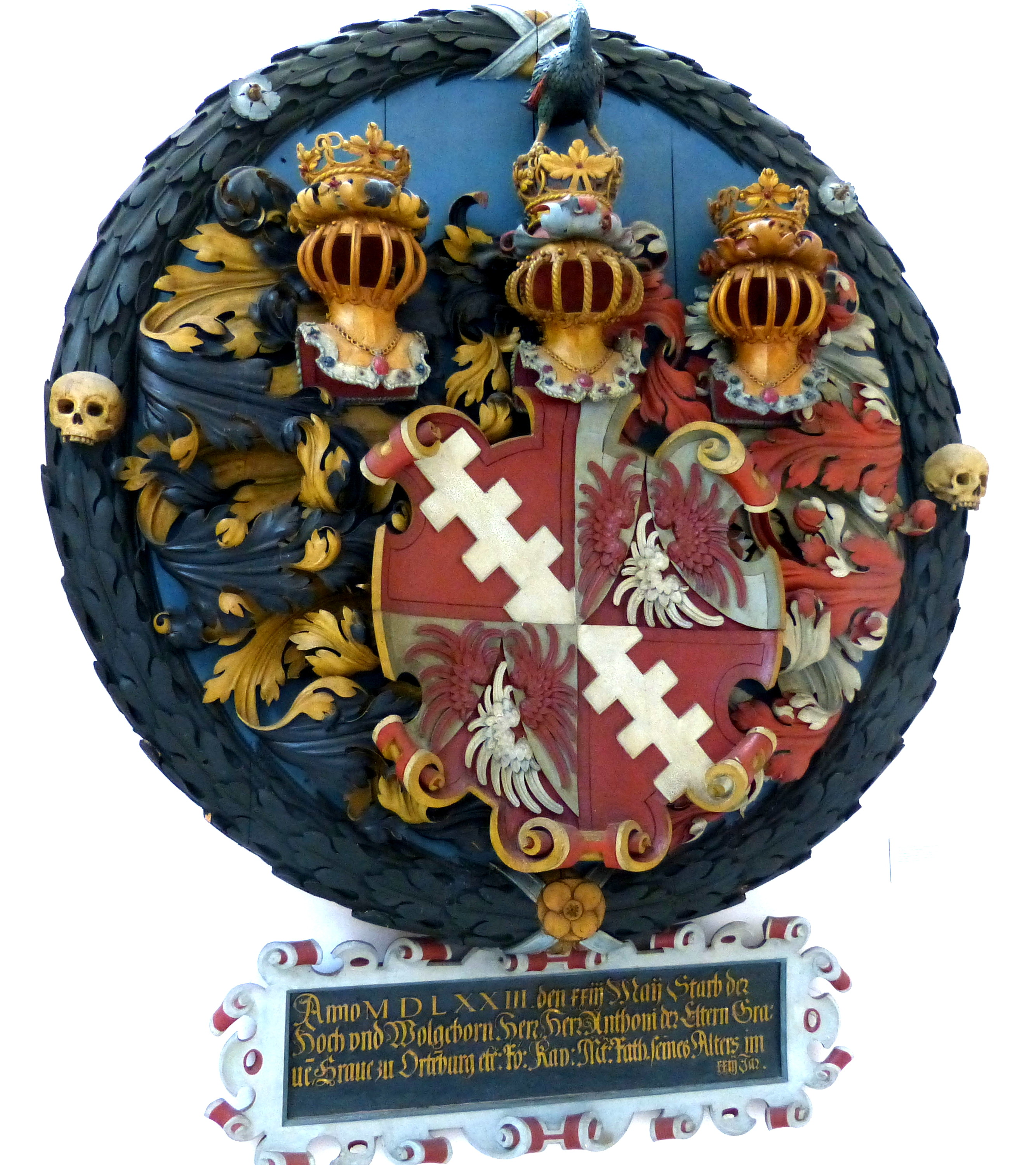
Der zugehörige Totenschild zum Kenotaph Antons wurde ebenso von Pötzlinger geschaffen.
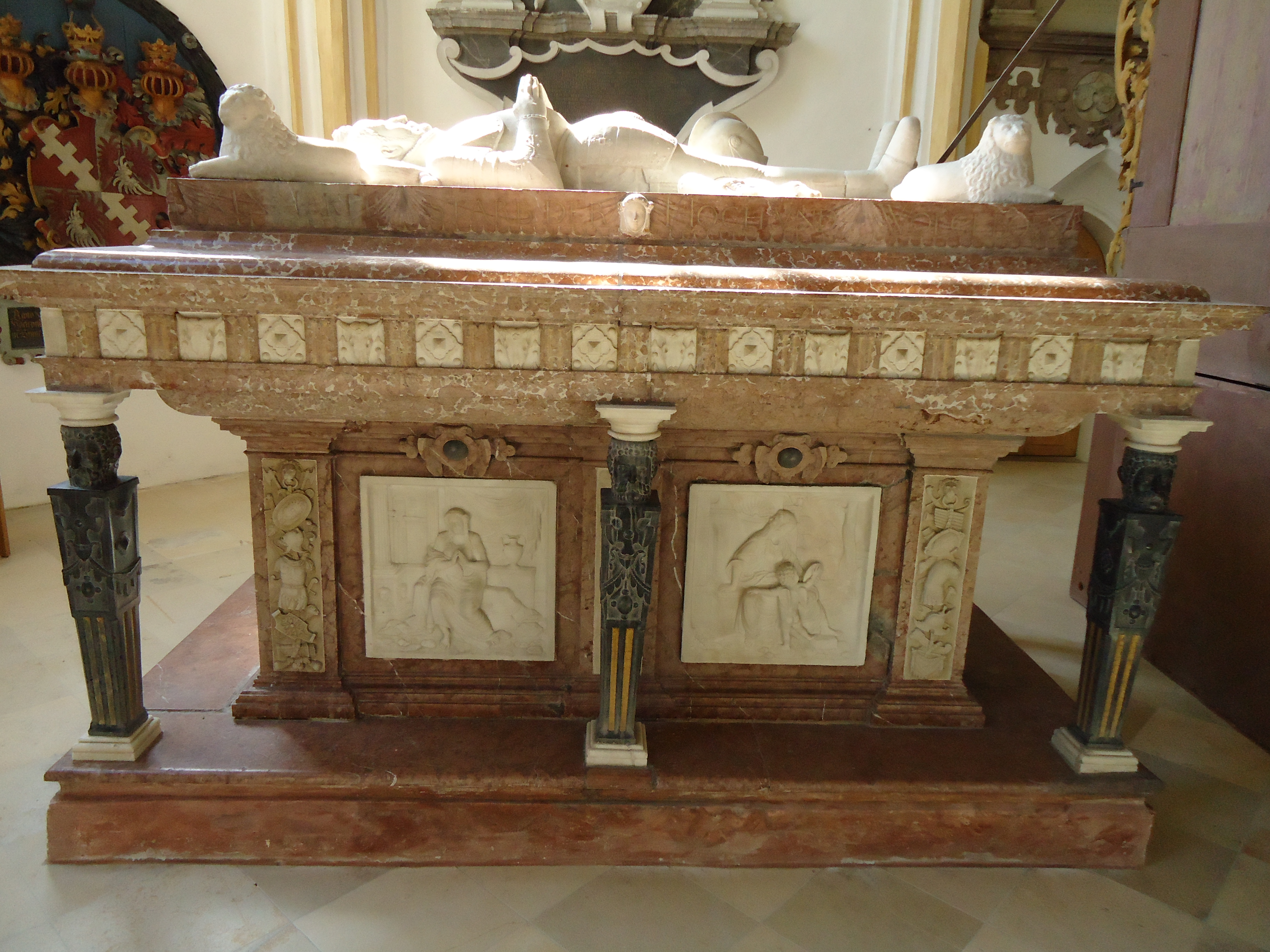
Sein zweites Hauptwerk, das Kenotaph für Graf Joachim von Ortenburg.